# Automotive SPICE
Automotive SPICE ist ein für die Automobilindustrie angepasstes Reifegradmodell. Es wird zur Bewertung des Reifegrads der Entwicklungsprozesse für Elektronik- und Softwarebasierten-Systeme (z. B. Steuergeräte) angewendet. Es basiert auf einer Initiative der Special Interest Group Automotive und des Qualitäts Management Center (QMC) im Verband der Automobilindustrie (VDA).
Die Abkürzung SPICE bedeutete bis zur Version 3.1 dabei auf Englisch Software Process Improvement and Capability dEtermination, was wörtlich so in etwa „Software-Prozessverbesserung und Fähigkeitsermittlung“ bedeutet. Automotive SPICE kombiniert ein Prozess-Referenzmodell und ein Prozess-Assessmentmodell in einem Standard. In der Version 4.0 wird die Abkürzung mit Systems Process Improvement and Capability dEtermination angegeben.
Es ist konform zu den Regelungen der ISO 33xxx-Familie (Prozessbewertung), z. B. der ISO 33002, ISO 33004 und ISO 33020.

## Markenname
Der Name Automotive SPICE ist markenrechtlich geschützt und Eigentum des VDA.

## Bewertungsmodell
Die Bewertung der Fähigkeit und Reife der Entwicklungsprozesse basiert auf sogenannten Indikatoren in einer Prozess-Dimension und auf Indikatoren einer Reifegrad-Dimension. Diese Indikatoren sind sogenannte Practices und Work Products in der Prozess-Dimension sowie Generic Practices und Generic Ressources in der Reifegrad-Dimension. Die Indikatoren vermitteln einen Eindruck, inwieweit die Prozessattribute als in sich geschlossene Eigenschaften der Prozessgebiete erreicht sind. Mit der Erreichung von Prozessattributen ist somit ein Reifegrad der Prozesse verbunden. Jeder Prozess im Assessmentmodell bildet ein in sich geschlossenes Themengebiet. Dazu zählen die an das V-Modell angelehnten Expertendomänen, wie z. B. System Engineering, Softwareentwicklung usw.

## Reifegrade
Es gibt sechs Reifegrade, die als Level bezeichnet werden. Level 0 ist der niedrigste Reifegrad, Level 5 ist der höchste Reifegrad. Die Reifegrade werden wie folgt benannt und charakterisiert:
- Level 0 = „incomplete“; unvollständig
- Level 1 = „performed“; der Prozesszweck wird erfüllt durch die Ausführung der Basis Praktiken (Base Practices) unter Erzeugung der Output Work Products
- Level 2 = „managed“; die Prozessdurchführung (Process Performance) wird auf Projektebene geplant und überwacht; die Work Products werden nach einem projektspezifischen Standard gelenkt und überprüft
- Level 3 = „defined“; die Prozessdurchführung folgt einem organisationweit definierten Standardprozess
- Level 4 = „quantitatively managed“, die Prozessdurchführung ist über Messgrößen gesteuert
- Level 5 = „optimizing“; aus der Prozessdurchführung gewonnene Messgrößen werden zur Optimierung der Prozesse verwendet.

## Ablauf des Prozessgutachtens (Assessment)
Unter dem sogenanntes Automotive SPICE Assessment versteht man eine objektive Bewertung der Entwicklungsprozesse anhand des Prozess-Assessmentmodells (PAM) für eine definierte Organisation. Dabei wird jeder Automotive SPICE Prozessteil separat bewertet und bekommt einen eigenen Reifegrad zugewiesen. Es werden z. B. die folgenden Prozessgruppen beurteilt: Systementwicklung (SYS), Softwareentwicklung (SWE), Projektmanagement (MAN), Supportprozesse (SUP) etc. die in der aktuellen Norm erwähnt werden.
In der Planung für ein Assessment werden durch den Auftraggeber des Assessments (auch „Sponsor“ genannt) und den Leiter der Bewertung (auch „Lead Assessor“ genannt), die für den Kontext der Organisation maßgeblichen Prozesse der Prozessdimension, der zu assessierende Reifegrad und die Prozessinstanzen (z. B. Entwicklungsstandorte) festgelegt.
Für die Durchführung von konformen Automotive SPICE-Assessments gelten nach der Automotive SPICE die Anforderungen aus der Norm ISO/IEC 33020:2015 (vormals ISO/IEC 15504-2), z. B. hinsichtlich der Kompetenz des leitenden Assessors, der Erstellung von Eingabedokumenten, der durchzuführenden Aktivitäten, der Erstellung von Ausgabedokumenten und der umfassenden Dokumentation des gesamten Assessmentprozesses.

## Ausbildung und Qualifizierung
Die Teilnehmer von Automotive SPICE Gutachten, aber speziell der Verantwortliche der Durchführung eines Assessments muss die notwendigen Kenntnisse in Automotive SPICE aufweisen. Dies erfolgt durch Schulung, erfolgreiche Zertifizierung und einem Nachweis der regelmäßig ausgeübten Tätigkeit als Prüfer. Dazu existieren Trainingsanbieter und Qualifizierungsstellen, wie im Folgenden aufgezählt.
Es sind die folgenden Qualifizierungsstellen bekannt:
- INTACS (International Assessor Certification Scheme),
- ARCS (International Assessor Registration and Certification Scheme).

iNTACS e.V. ist dabei der Kooperationspartner des VDA, der das gleichnamige Schema zur Ausbildung von Assessoren (Prüfern) entwickelt hat. Das Schema erfüllt die Qualifizierungsanforderungen der Herstellerinitiative Software (HIS) (siehe auch AUTOSAR und ISO 26262) und die aus der ISO/IEC 15504-2. Es bestehen Kooperationsverträge zwischen dem iNTACS e.V. und dem VDA, um gemeinsam die Ausbildung und Zertifizierung von Automotive SPICE-Assessoren auf hohem Qualitätsstandard sicherzustellen und das Schema weiterzuentwickeln.
Stand 2023 gibt es ca. 6.100 registrierte Assessoren.

## Geschichte
Automotive SPICE wurde ab dem Jahr 2001 durch die AUTOSIG (englisch Automotive Special Interest Group) entwickelt, zu der die deutschen Automobilhersteller Audi, BMW, Daimler, Porsche und Volkswagen, aber auch internationale Automobilhersteller und Interessengemeinschaften wie Fiat, Ford, Jaguar, Land Rover, Volvo, die SPICE User Group und das Procurement Forum gehören.
Die deutschen Automobilhersteller Audi, BMW, Daimler, Porsche und Volkswagen haben sich ab ca. 2007 im Rahmen der Herstellerinitiative Software (HIS) auf einen gemeinsamen Umfang der minimal in einem Assessment zu betrachtenden Prozesse geeinigt (ehemals HIS-Scope, danach: VDA Scope).
Ab 1. Januar 2007 wurden von den Mitgliedern der HIS im Rahmen der gemeinsamen Projektarbeit mit Lieferanten ausschließlich Automotive SPICE-Assessments akzeptiert.

## Stand der Technik
Die aktuell (Stand März 2024) gültige Ausgabe ist die Version Automotive SPICE 4.0. Sie wurde am 1. Dezember 2023 durch den VDA und QMC veröffentlicht. Es sind die folgenden Übersetzungen verfügbar: Englisch, Japanisch, Koreanisch und Chinesisch.
Das Modell wird laufend durch die genannten Arbeitsgruppen weiterentwickelt oder verbessert. Im Folgenden sind zwei Erweiterungen aufgezeigt.

### Erweiterungen

#### Cybersecurity
Ab ca. 2021 wird Informationssicherheit als Teil von Automotive SPICE spezifiziert und erprobt. Cybersicherheit ist nicht Teil der Version 3.1. Siehe auch der Standard SAE J3061 zu dem Thema.

#### Mechanik
Unter SPICE for Mechanical Engineering (kurz: ME-SPICE) versteht man eine Erweiterung von Automotive SPICE entsprechend dem dort definierten Plug-In Konzept. Der Zweck von ME-SPICE ist die Bewertung der Leistungsfähigkeit der Entwicklungsprozesse für mechanische Systeme bzw. für die Mechanikanteile von mechatronischen Systemen.

### Fachartikel
- Charles Murphy: Automotive SPICE: 0-60 in No Time Flat. In: IEEE Engineering Management Review. Band 47, Nr. 2, 1. Juni 2019, S. 26–28, doi:10.1109/EMR.2019.2915217 (englisch).
- Georg Macher et al.: An Integrated View on Automotive SPICE, Functional Safety and Cyber-Security. 2020, S. 2020-, doi:10.4271/2020-01-0145 (englisch).
- Christoph Stoiber et al.: Keeping Your Maturity Assessment Alive: A Method for the Continuous Tracking and Assessment of Organizational Capabilities and Maturity. In: Business & Information Systems Engineering. 31. März 2023, doi:10.1007/s12599-023-00805-y (englisch).

### Fachbücher
- Holger Höhn et al.: Software Engineering nach Automotive SPICE. Entwicklungsprozess in der Praxis - Ein Continental-Projekt auf dem Weg zu Level 3. dpunkt Verlag, Heidelberg 2009, ISBN 978-3-89864-578-2.
- Klaus Hoermann, Bhashkar Vanamali: Automotive SPICE® Essentials – Automotive SPICE® v2.5. Kugler Maag Cie, Kornwestheim 2015, ISBN 978-3-945547-11-3.
- Pierre Metz: Automotive SPICE Capability Level 2 und 3 in der Praxis - Prozessspezifische Interpretationsvorschläge. dpunkt Verlag, Heidelberg 2016, ISBN 978-3-86490-360-1.
- Markus Müller, Klaus Hörmann, Lars Dittmann, Jörg Zimmer: Automotive SPICE in der Praxis. Interpretationshilfe für Anwender und Assessoren (2., aktualisierte und erweiterte Auflage). dpunkt Verlag, Heidelberg 2016, ISBN 978-3-86490-326-7.

### Offizielle Webseiten
- Automotive SPICE. VDA, abgerufen am 3. Januar 2024 (englisch).
  - Download Automotive SPICE Version 3.1 (PDF; 1,5 MB)
  - Download Automotive SPICE Version 4.0 (PDF; 2,0 MB)
- VDA QMC. VDA QMC, abgerufen am 23. August 2023 (englisch).
- Intacs. Intacs, abgerufen am 23. August 2023 (englisch).